# نيل أندرسون (لاعب كرة قدم أمريكية)
نيل أندرسون (بالإنجليزية: Neal Anderson)‏ هو لاعب كرة قدم أمريكية أمريكي، ولد في 14 أغسطس 1964 في غريسفيل في الولايات المتحدة.

## وصلات خارجية
- نيل أندرسون على موقع مرجع كرة القدم المحترفة.كوم (الإنجليزية)